# عبد المنعم حسني
محمد عبد المنعم حسن حسني كان ضابطا في القوات المسلحة المصرية برتبة لواء، وهو آخر حاكم إداري مصري لغزة قبل احتلالها من قِبَل إسرائيل أثناء حرب يونيو 1967.

## مسيرته العسكرية
التحق بالكلية الحربية وتخرج منها عام 1938 وكان في نفس دفعة الرئيس جمال عبد الناصر، حصل على زمالة كلية أركان الحرب وتدرج في المناصب حتى تولى رئاسة فرقة مشاة في حرب اليمن ثم رئاسة الجيش الشعبي في منتصف الستينات ثم تم تعينه حاكماً إدارياً على قطاع غزة في 19 إبريل عام 1966

## دوره في حرب يونيو 1967

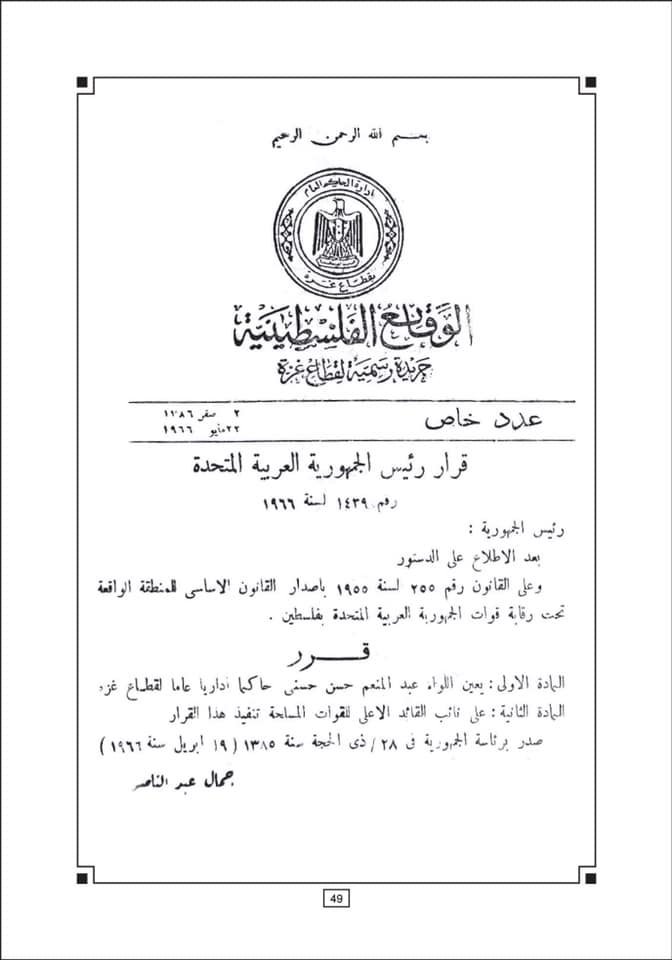
قرار تعيين حاكم غزة الإداري الأخير 1966

في مايو 1967 قامت القيادة العسكرية المصرية بوضع الفرقة ال20 الفلسطينية التابعة لجيش التحرير الفلسطيني في قطاع (غزة) تحت قيادته وتشكلت من لوائي مشاة وفوج مغاوير (صاعقة) تدعمها بعض بطاريات المدفعية عيار 25 رطل والمدافع 57مم م/ د ونحو كتيبة دبابات "شيرمان"وتم تدعيمها ببعض الوحدات المصرية الإضافية وقام بإعلان حالة الطوارئ في قطاع غزة في 20/05/1967 
في يوم الخامس من يونيو 1967 اخترق اللواء السابع المدرع الإسرائيلي بقيادة شموئيل جونيين خان يونس متجها إلى غزة ولم يلقى أي مقاومة تذكر في الطريق حتى بلغ حدود غزة فقامت القوات الفلسطينية والمصرية المرابطة تحت قيادة اللواء عبد المنعم حسني بفتح نيران دباباتها ومدافعها على القوات المغيرة وكان الاشتباك عنيفاً وقاومت القوات الفلسطينية والمصرية ببسالة وتم تدمير 6 دبابات إسرائيلية من مقدمة القوات إلا أن لواء إسرائيلي مدرع آخر بقيادة كولونيل مناحيم إفيرام تقدم من الجنوب وقامت بالإحاطة بالقوات المقاومة والسيطرة عليها وتمكن جونيين أخيرا من التقدم بقواته في اتجاه رفح.

## مصيره في أعقاب حرب 1967

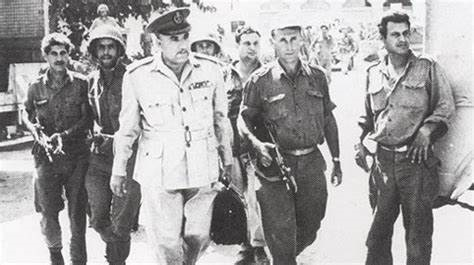
اللواء عبد المنعم حسني في طريقه لتوقيع قرار تسليم غزة

اعتقلته القوات الإسرائيلية وأجبرته على توقيع وثيقة لتسليم غزة لقوات الاحتلال ثم سلمته إلى مصر في أول صفقة لتبادل الأسرى بعد وقف إطلاق النار.